# Sternthal (Boitzenburger Land)

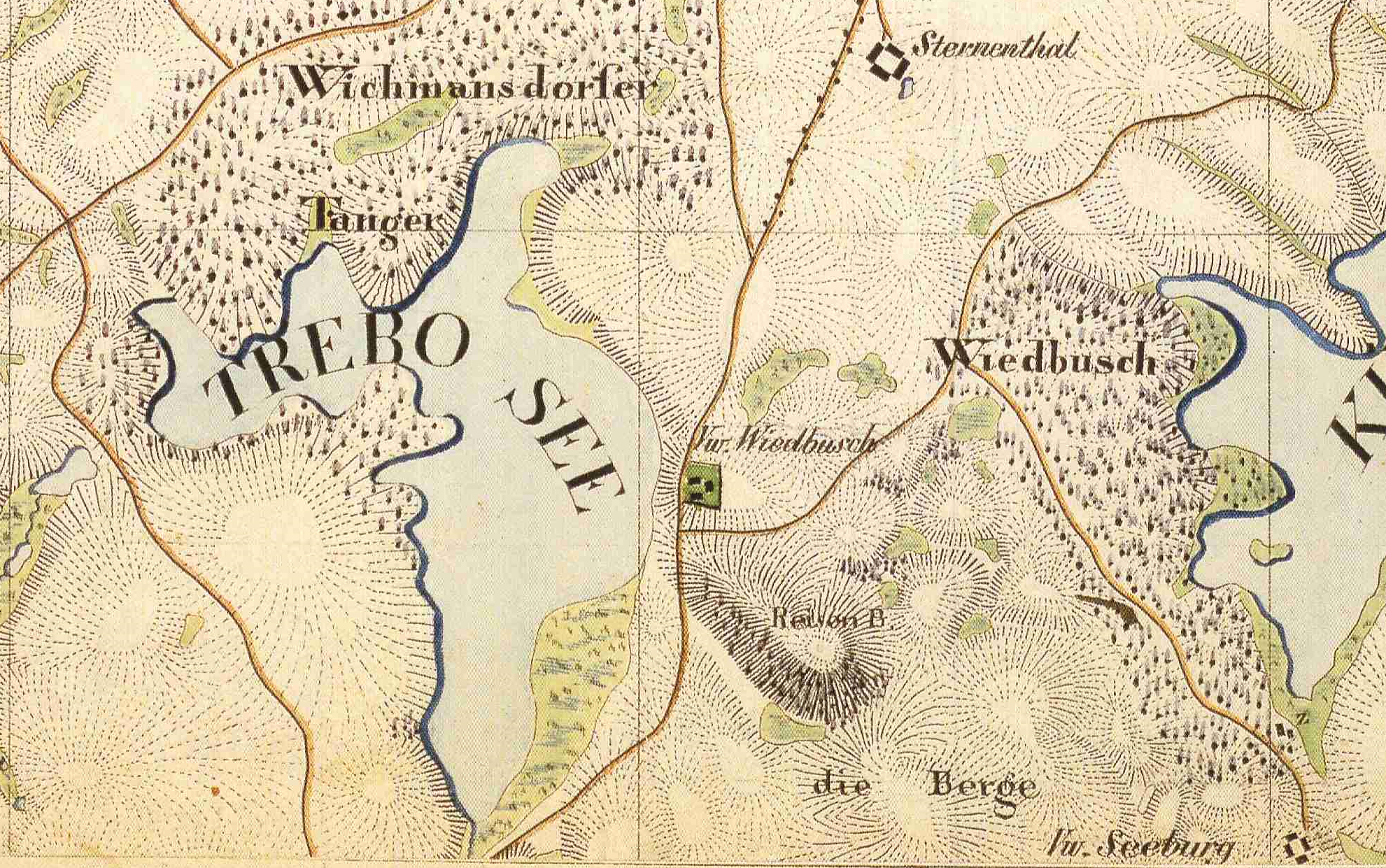
Großer Trebowsee und die Vorwerke Wiedebusch, Sternthal und Seeburg (Mittenwalde), Ausschnitt aus dem Urmesstischblatt 2747 Boitzenburg von 1825

Sternthal ist ein Wohnplatz im Ortsteil Wichmannsdorf der Gemeinde Boitzenburger Land (Landkreis Uckermark, Brandenburg). Die Siedlung wurde 1823 als Vorwerk gegründet und 1824 offiziell benannt.

## Lage
Sternthal liegt 2,5 km südwestlich von Wichmannsdorf an der Straße von Wichmannsdorf nach Herzfelde. Die Siedlung liegt auf 88,6 m ü. NHN.

## Geschichte
Das Vorwerk Sternthal wurde 1823 aus zwei Bauernhöfen in Wichmannsdorf geschaffen, die separiert und besonders zusammengelegt wurden. Dazu gehörten 416 Morgen Schläge, 41 Morgen Wiesen und Brüche und 300 Morgen Hutung in der Kienheide. 1824 wurde das Vorwerk offiziell Sternthal genannt. Das Urmesstischblatt 2747 Boitzenburg von 1825 hat das Gut als Sternenthal verzeichnet.
1820 war die Herrschaft Boitzenburg (ab 1856 Grafschaft Boitzenburg) Adolf Heinrich Graf von Arnim-Boitzenburg (1803–1868) durch Losentscheid (zwischen ihm und seinem älteren Bruder Friedrich Ludwig) zugefallen. Zunächst übernahm allerdings Kriegsrat Samuel Gottlieb Bandelow als Vormund des noch minderjährigen Grafen Adolf Heinrich die Verwaltung der Güter. Lindensee und Sternthal entstanden noch in der Zeit der Vormundschaft bzw. der Verwaltung durch Samuel Bandelow. Ab etwa 1827 übernahm Adolf Heinrich die volle Verwaltung seiner Güter. 1840 bestand das Gut aus einem Wohnhaus und Wirtschaftsgebäuden und gehörte zum Gutsbezirk Wichmannsdorf. Es hatte acht Bewohner. 1860 gab es bereits drei Wohnhäuser und vier Wirtschaftsgebäude. Der Ort hatte 42 Einwohner. Auf Adolf Heinrich Graf von Arnim-Boitzenburg folgte sein Sohn Adolph Graf von Arnim-Boitzenburg (1832–1887). Er war Oberpräsident der Provinz Schlesien. 1871 werden nur zwei Wohnhäuser und 21 Bewohner genannt.
1871, 1874 und 1879 ist es unter dem Gutsbezirk Lindensee aufgeführt. Es gehörte damals dem Oberpräsidenten a. D. Adolph Graf von Arnim-Boitzenburg (1832–1887). Er ließ Lindensee und Sternthal durch den Oberamtmann Junk verwalten. Der Gutsbezirk Lindensee hatte damals zusammen mit Sternthal eine Gesamtgröße von 426,59 Hektar, davon 375,36 Hektar Acker, 21,28 Hektar Wiesen, 1,73 Hektar Hutung (Weide) und 28,22 Hektar Wasser. Der Grundsteuerreintrag belief sich auf 5947 Mark. Ab 1885 ist die Größe des Rittergutes Lindensee nur noch mit 217 Hektar angegeben, davon 190 Hektar Acker, 16 Hektar Wiesen, 5 Hektar Hutung und 6 Hektar Wasser; Sternthal ist nicht mehr erwähnt, ebenso 1896 und 1903. Graf Adolf von Arnim-Boitzenburg war 1887 gestorben. Ihm folgte sein Sohn Graf Detlof von Arnim-Boitzenburg nach. Warum nun Sternthal nicht mehr in den Handbücher des Grundbesitzes genannt ist, ist nicht bekannt.
1907 und 1914 sind nun unter dem Gutsbezirk Lindensee das Mühlengut Rummelpforter Mühle, das Rittergut Lindensee und das Rittergut Sternthal aufgeführt. Es ist nur die Größe des Gutsbezirkes insgesamt angegeben (426 Hektar; wie 1879!), nicht jedoch die Größe der einzelnen Güter. Separat für die einzelnen Güter ist jeweils der Tierbestand ausgewiesen. Er betrug für das Gut Sternthal 23 Pferde, 82 Stück Rindvieh, davon 52 Kühe und 40 Schweine. 1907 und 1914 war ein Johannes Millies Pächter des Gutes Sternthal.
Für 1921 ist als Pächter ein Wölle angegeben,. ebenfalls für 1923. 1929 ist der Pächter mit vollständigem Namen Ferdinand Wölle genannt. Das Rittergut Sternthal hatte eine Gesamtwirtschaftsfläche von 200 Hektar, davon waren 180 Hektar Acker und 20 Hektar Wiesen. In den Ställen standen 22 Pferde, 81 Stück Rindvieh, davon 41 Kühe und 21 Schweine. Der Grundsteuerreinertrag ist auf 2756 Mark festgesetzt. Ferdinand Wölle war 1914 Pächter des benachbarten Ritterguts Wiedebusch gewesen.
Das Gut wurde in der Bodenreform von 1946 enteignet. 1978 hatte die LPG Wichmannsdorf in Sternthal einen Stützpunkt.
Sternthal bildete während seiner Geschichte nie eine eigenständige kommunale Einheit, sondern gehörte zum Gutsbezirk Lindensee. Mit der Einführung der Amtsbezirke im Jahr 1874 wurde der Gutsbezirk Lindensee mit Sternthal dem Amtsbezirk Nr. 3 Boitzenburg zugewiesen.
1928 wurde der Gutsbezirk Lindensee mit dem Gemeindebezirk Wichmannsdorf zur Gemeinde Wichmannsdorf vereinigt. 1931 und 1950 wurde Sternthal als Wohnplatz von Wichmannsdorf bezeichnet. 1964 und 1971 war Sternthal Ortsteil. 1992 schloss sich Wichmannsdorf mit neun anderen Gemeinden zum Amt Boitzenburg (Uckermark) zusammen. Zum 31. Dezember 2001 bildeten die amtsangehörigen Gemeinden die Gemeinde Boitzenburger Land, und das Amt Boitzenburg (Uckermark) wurde aufgelöst. Seither ist Wichmannsdorf ein Ortsteil der Gemeinde Boitzenburger Land, Sternthal ist Wohnplatz im Ortsteil Wichmannsdorf.